# Ataenius ceylonensis
Ataenius ceylonensis är en skalbaggsart som beskrevs av Schmidt 1912. Ataenius ceylonensis ingår i släktet Ataenius och familjen Aphodiidae. Inga underarter finns listade.